# L'Irlandaise
Pour plus de détails, voir Fiche technique et Distribution.
L'Irlandaise est un téléfilm français de José Giovanni, réalisé en 1991, diffusé le 28 décembre 1991 sur Canal+, puis le 25 février 1993 sur TF1.

## Synopsis
Régis Cassini, homme d'affaires à succès et tireur d'élite à ses heures, a réussi dans tous les domaines : amour, travail, amitié... Un soir, son passé d'ex-terroriste le rattrape et Régis doit alors payer sa dette. Sa mission : veiller sur la jeune Irène McCoy, fille d'une Irlandaise tuée pour la défense de l'IRA. Régis Cassini livrera donc un combat sans merci pour arracher Irène aux mains de ses ravisseurs et sauver la jeune Irlandaise.

## Fiche technique
- Titre : L'Irlandaise
- Réalisation : José Giovanni
- Scénario : Yves Brière et Alec Costandinos
- Musique : Alec Costandinos
- Pays :  France
- Genre : Thriller
- Durée : 75 minutes
- Première diffusion : 
  -  France : 28 décembre 1991

## Distribution
- Michel Sardou : Régis Cassini
- Lorraine Pilkington : Irène Mc Coy
- Thérèse Liotard : Liliane
- Jean-Michel Dupuis : Alain Moreau
- Jean-Jacques Moreau : Jean
- Nicolas Vogel : Yvan
- Gabriel Briand : le privé
- Sophie Ladmiral : la prof
- Gilles Brissac : Villanova
- Véronique Arbez : Avakian

## Casting
Après trois films au cinéma, Michel Sardou tourne pour la première fois pour la télévision. Il a été choisi par le réalisateur José Giovanni qui a d'ailleurs fait adapter le scénario pour coller à la personnalité du chanteur. Le chanteur accepte deux jours avant de commencer son tour de chant à Bercy.
Trois castings ont été organisés pour choisir la jeune actrice qui incarnerait Irène Mc Coy : à Toronto, Montréal et Dublin. Lorraine Pilkington, une jeune Irlandaise, est choisie parmi 25 candidates à Dublin. Elle a 19 ans au moment du tournage et n'avait encore joué que dans L'Étrangère de Neil Jordan. Ne parlant pas anglais, Giovanni a choisi la seule actrice parlant français du casting irlandais

## Tournage
Le tournage a eu lieu en 1991, en une trentaine de jours, notamment dans le Sud de la France et au Golf de Fontainebleau.